# 古中庙
35°53′15″N 112°56′28″E / 35.88750°N 112.94111°E
古中庙原名神农太子祠，俗称炎帝中庙，位于中国山西省高平市神农镇下台村（即中庙村），为祭祀炎帝神农氏的庙宇，2006年被列为第六批全国重点文物保护单位。

## 历史
古中庙创建于元至正四年（1344年），明清均有修葺。现存建筑中，太子殿建于元至正二十一年（1361年），余为明清所建。

## 建筑
古中庙坐北朝南，分为上下两院，占地2665平方米，下院有舞台、看楼、香积厨等建筑，上院有山门、太子殿、正殿、耳殿和厢房等建筑。
正殿为清代建筑，面阔三间，进深六椽，悬山顶，柱头斗栱为五踩重栱，平身科每间一攒五踩重栱，梁架结构为前双步梁后五架梁用三柱。
太子殿又称无梁殿，面阔一间，进深四椽，平面呈方形，单檐歇山顶，琉璃脊饰。内部构成华丽的八卦式藻井。

## 保护
2006年5月25日，古中庙由中华人民共和国国务院公布为第六批全国重点文物保护单位，编号6-432。